# Canale Mussolini
Canale Mussolini è un romanzo di Antonio Pennacchi pubblicato nel 2010 e vincitore nello stesso anno del premio Strega.
Il titolo si riferisce al principale canale di bonifica dell'Agro Pontino, chiamato durante il ventennio Canale Mussolini e oggi Canale delle Acque Alte, sito fra i territori comunali di Latina e Cisterna di Latina di cui costituisce per un lungo tratto il confine.

## Trama
Il romanzo copre un arco temporale che va dagli anni dieci del Novecento alla seconda guerra mondiale. Protagonista è la famiglia Peruzzi, contadini che vivono nella bassa Pianura Padana fra Rovigo e Ferrara, dove coltivano terre prese in affitto o a mezzadria. Nel 1904 il nonno, capostipite della famiglia, assiste ad un comizio non autorizzato del socialista Edmondo Rossoni e viene incarcerato insieme a lui. I due presto diventano amici e il nonno aderisce così al socialismo battezzando i figli coi nomi dei leader della sinistra dell'epoca: Adelchi, Treves, Turati, Modigliana e Bissolata. Prima del 1904 gli erano già nati Iseo, Temistocle e Pericle che parteciperanno alla prima guerra mondiale.
Nel primo dopoguerra la famiglia è coinvolta negli scontri fra squadristi e socialisti. Questi ultimi, per ritorsione contro i Peruzzi che non avevano voluto assumere alcuni braccianti, decidono di dar fuoco al loro pagliaio. I Peruzzi si vendicano sparando al maestro elementare del paese, capo del locale movimento socialista, e incendiando la camera del lavoro di Codigoro, che in seguito sarà trasformata nella sezione locale del partito fascista. Alcuni dei Peruzzi parteciperanno anche alla marcia su Roma nel 1922 e, poco dopo, Pericle viene incaricato dal Partito, insieme ad altri due camerata, di picchiare un coraggioso sacerdote antifascista della vicina Comacchio. Durante l'agguato Pericle perde il controllo e il prete muore.
Nel frattempo la famiglia, che si va allargando con nuovi matrimoni e nuove nascite, prende a mezzadria i terreni dei conti Zorzi Vila. Quando però nel 1926 il governo di Mussolini, che si è definitivamente imposto nel Paese, propone una nuova politica economica durissima (la cosiddetta "quota 90"), gli Zorzi Vila ne approfittano per sottrarre alle famiglie al loro servizio tutti i loro averi. La sciagura colpisce anche i Peruzzi, i quali decidono di mandare una loro delegazione a Roma: contano di ricevere il sostegno del governo per il loro passato da squadristi. Incontrano proprio il Rossoni, che nel frattempo ha aderito al fascismo diventando sottosegretario il quale fa capire loro che non può far nulla contro gli Zorzi Vila ma può affidare ai Peruzzi un podere tutto loro nelle Paludi Pontine che il regime sta iniziando a bonificare.
I Peruzzi accettano e partono per il Lazio. Vengono insediati nei poderi 516 e 517 dell'Opera Nazionale Combattenti. I poderi si trovano lungo la "Parallela Sinistra" (oggi Strada Santa Croce) nei dintorni dell'attuale Borgo Podgora, alla sinistra del "Canale Mussolini", il principale canale della bonifica. Nel dicembre del 1932 assistono all'inaugurazione della nuova città di Littoria. La vita dei coloni nella nuova terra però è piena di difficoltà: i lavori di bonifica non riescono a sterminare la zanzara anofele e la malaria continua a colpire.
Gli abitanti del luogo e dei vicini Monti Lepini poco gradiscono i nuovi arrivati che ribattezzano cispadani cioè invasori (i coloni reagiscono chiamando i locali marocchini) e non mancano scontri e vendette reciproche. Nel frattempo la coltivazione della fertile terra dei Peruzzi permette loro di risollevarsi economicamente. La famiglia partecipa attivamente alla vita rurale dei coloni con i suoi riti: i filò fra vicini di poderi e la Messa ogni domenica nella chiesa del borgo, chiese che dopo una richiesta del solito Pericle al patriarca di Venezia vengono affidate ai preti veneti perché i sacerdoti della locale diocesi di Velletri non riescono a comprendere il dialetto dei cispadani.
Nel 1935 Adelchi partecipa alla guerra d'Etiopia assistendo al massiccio uso dei gas tossici da parte degli italiani contro i soldati abissini. Con lo scoppio della seconda guerra mondiale diversi giovani dei Peruzzi vengono mandati al fronte: in Albania, in Africa e in Russia. In Africa Orientale Pericle muore ma il suo corpo non verrà mai ritrovato. Sua moglie, Armida, che possiede un'arnia di api che le rivelano il futuro, inizia una relazione incestuosa con il nipote Paride. Rimane incinta di un bambino e i Peruzzi per la vergogna la cacciano di casa. Per via della guerra e della gravidanza però le concedono momentaneamente di restare.
Nell'inverno del 1944 la guerra arriva anche nell'Agro Pontino. Gli Alleati, nel tentativo di sfondare la linea Gustav, sbarcano ad Anzio e iniziano una lunghissima battaglia con i tedeschi fra Cisterna e Aprilia, che verranno poi rase al suolo. Per ritardare l'avanzata alleata vengono sabotate le opere di bonifica e la battaglia si combatte anche sul Canale Mussolini. I coloni, Peruzzi compresi, credendo che gli americani vogliano togliere loro i poderi e per lealtà verso il duce, decidono di sostenere i tedeschi e i repubblichini, arrivando a sparare fucilate contro le pattuglie alleate.
Poi quando la linea del fronte si stabilizza a poca distanza dai loro poderi sono costretti dallo stesso comando tedesco ad abbandonare le case e a rifugiarsi sui Monti Lepini. Le comuni difficoltà della guerra aiutano cispadani e marocchini a superare le reciproche diffidenze. L'Agro Pontino viene infine liberato a maggio del 1944. Gli americani si rivelano benigni e grazie al DDT estirpano la zanzara anofele dalla regione. I Peruzzi ritornano nei loro poderi distrutti e iniziano la ricostruzione, più forti e tenaci anche nella sciagura.

## Stile
Il libro è raccontato da uno dei membri della famiglia Peruzzi, si svelerà solo alla fine quale, secondo lo stile tipico dei filò (antica tradizione delle campagne del Nord Est trasportata in Agro Pontino in cui le persone si radunavano la sera e si raccontavano antiche storie e leggende). Il linguaggio perciò è basso, colorito, colloquiale e popolare con frequente ricorso al dialetto venetopontino dei coloni, anche se, molto spesso, arricchito da citazioni letterarie ed espressioni latine della liturgia cattolica.
Pennacchi sembra voler far derivare la sua storia dall'opera di Riccardo Bacchelli, infatti, racconta del trisavolo Peruzzi, che ritornò dalla Campagna di Russia napoleonica con un piccolo tesoro col quale acquistò un mulino galleggiante che fu la fortuna della famiglia, fortuna che poi i discendenti dilapidarono, la trama cioè de Il mulino del Po, e quando la nonna, sul treno che li porta nell'Agro pontino deve intrattenere i bambini narra più volte la storia del Diavolo al Pontelungo.

## Personaggi
Personaggio principale è il valoroso zio Pericle. Con lui nell'Agro Pontino scendono i vecchi genitori, tutti i fratelli, le nuore. E poi la nonna, dolce ma inflessibile nello stabilire le regole di casa cui i figli obbediscono senza fiatare. Il vanitoso Adelchi, più adatto a comandare che a lavorare, il cocco di mamma. Iseo e Temistocle, Treves e Turati, fratelli legati da un affetto profondo fatto di poche parole e gesti assoluti, promesse dette a voce strozzata sui campi di lavoro o nelle trincee sanguinanti della guerra. E una schiera di sorelle, a volte buone e compassionevoli, a volte perfide e velenose come serpenti. E poi c'è lei, l'Armida, la moglie di Pericle, la più bella, andata in sposa al più valoroso. La più generosa, capace di amare senza riserve e senza paura anche il più tragico degli amori. E Paride, il nipote prediletto, buono e giusto, ma destinato, come l'eroe di cui porta il nome, a essere causa della sfortuna che colpirà i Peruzzi e li travolgerà.

## Opere derivate
Al romanzo di Pennacchi è dichiaratamente ispirato il graphic novel Canale Mussolini sceneggiato da Graziano e Massimiliano Lanzidei, e illustrato da Mirka Ruggeri (Tunuè, 2013).

## Edizioni
- Antonio Pennacchi, Canale Mussolini, Arnoldo Mondadori Editore, 2010, pp. 461. ISBN 88-04-54675-1
- Antonio Pennacchi, Canale Mussolini, (coll. Numeri Primi°), Mondadori, giugno 2011.
- Antonio Pennacchi, Canale Mussolini, Arnoldo Mondadori Editore, 2014, pp. 460. ISBN 978-88-04-62804-0